# Das Obdach
Das Obdach ist eine Erzählung von Anna Seghers, die gegen Ende 1940 in Frankreich entstand und 1941 im November-Heft des Exilblattes „Freies Deutschland“ in Mexiko erschien. Eine Frau, die Zivilcourage zeigt, überlistet in schwerer Zeit den Ehepartner.

## Inhalt
September 1940 im von der Wehrmacht besetzten Paris: Die Hausfrau Luise Meunier, Ehefrau eines Drehers und Mutter mehrerer Söhne, erfährt von ihrer Schulfreundin Annette Villard, einer Hotelangestellten, dass ein 12-jähriger deutscher Junge, dessen Eltern in Deutschland Flugblätter verteilt hatten, von der Gestapo nach Deutschland zurückgebracht werden soll. Der Vater des Jungen, aus einem deutschen Konzentrationslager entflohen, wurde verhaftet. Die Mutter ist tot. Luise hilft. Sie kennt ihren Mann. Also erfindet sie, ihre Cousine Alice wolle den verwundeten Gatten im Lazarett besuchen. Deshalb wolle Luise den Jungen Alices für ein paar Tage zu sich nehmen. Nebenher macht Luise den eigenen Gatten mit der Geschichte des verhafteten Deutschen aus Annettes Hotel und seinem Jungen bekannt. Der Dreher, der – von der Maginotlinie heimgekehrt – demobilisiert wurde, nimmt die deutschen Besatzer in seiner Stadt als Unbesiegbare hin und findet sich mürrisch mit dem neuen Esser aus der entfernten Verwandtschaft ab. Als die paar Tage vergangen sind, schreibt Luise einen Brief an sich selbst. Als der missmutige Dreher aus jenen hingekritzelten Zeilen erfährt, der Verwandte im Lazarett sei schwerkrank und Alices Kommen rücke in unbestimmte Ferne, verschlechtert sich seine Laune weiter. Er poltert, viel lieber als dieses Kind ungeliebter Verwandter wollte er den Sohn jenes verhafteten Deutschen aufnehmen. Luise erwidert: „Du hast ihn bereits aufgenommen.“

## Selbstzeugnis
„Ich habe diese Geschichte erzählen hören in meinem Hotel im XVI. Arrondissement von jener Annette, die dort ihren Dienst genommen hatte.“

## Rezeption
Neugebauer vermutet, Anna Seghers habe auch die Hilfe anständiger Franzosen für Bruno Freis Kinder im Auge gehabt.
Brandes zitiert Beicken. Bei Luise fänden „Instinkt, seelische Bereitschaft und politisches Handlungsbewußtsein zu einer Einheit“.
Der knappe, karge, faktensichere novellistische Einstieg sowie das pointierte Ende (siehe auch Zitat am Ende des Unterpunktes „Inhalt“ in diesem Artikel) erinnert Neugebauer an Anna Seghers’ Vorbild Kleist.

## Verfilmung
Am 15. November 1981 strahlte das DDR-Fernsehen einen 52-minütigen Film von Ursula Schmenger und Hannes Walsinger aus. Anja Braun, Andre Heintke und Michaela Hotz spielten Hauptrollen. Anna Seghers hatte am Drehbuch mitgewirkt.

### Textausgaben
Ausgaben
- Das Obdach. In: Anna Seghers: Erzählungen 1926–1944. (= Gesammelte Werke in Einzelausgaben. Band IX). 2. Auflage. Aufbau-Verlag, Berlin 1981, DNB 810894505, S. 277–284. (Verwendete Ausgabe)
- Das Obdach. In: Anna Seghers: Post ins Gelobte Land. Erzählungen. Auswahl Ursula Emmerich. Illustrationen Günther Lück. 1. Auflage. Aufbau-Verlag, Berlin 1990, ISBN 3-351-01653-0, S. 103–111.
- Das Obdach. In: Anna Seghers: Die schönsten Erzählungen. Ausgewählt von Christina Salmen. Mit einem Nachwort von Gunnar Decker. 1. Auflage. Aufbau Verlagsgruppe, Berlin 2008, ISBN 978-3-351-03495-5, S. 164–172.

### Sekundärliteratur
- Heinz Neugebauer: Anna Seghers. Leben und Werk. (= Schriftsteller der Gegenwart. Band 4). Volk und Wissen, Berlin 1980, DNB 202704238.
- Ute Brandes: Anna Seghers. (= Köpfe des 20. Jahrhunderts. Band 117). Colloquium Verlag, Berlin 1992, ISBN 3-7678-0803-X.
- Sonja Hilzinger: Anna Seghers. (= Literaturstudium. RUB 17623). Reclam, Stuttgart 2000, ISBN 3-15-017623-9.